# 한티로 (서산시)
한티로(Hanti-ro)는 충청남도 서산시 해미면 휴암리 잠양 교차로와 대곡리 해미터널을 잇는 충청남도의 도로이다. 전 구간 국도 제45호선과 국가지원지방도 제70호선에 속한다.

## 연혁
- 2006년 12월 30일 : 해미 ~ 덕산간 도로(서산시 해미면 휴암리 ~ 예산군 덕산면 대치리) 11.91 km 구간 확장 개통, 기존 서산시 해미면 산수리 1.004 km 구간과 서산시 해미면 대곡리 ~ 예산군 덕산면 광천리 4.689 km 구간 폐지[1]
- 2009년 8월 25일 : 2개 이상 시·군에 걸쳐 있는 도로로 한티로를 고시[2]

## 주요 경유지
충청남도
- 서산시 해미면

## 노선
전 구간 국도 제45호선과 국가지원지방도 제70호선에 속하기 때문에 이들 노선에 대한 별도 표기는 생략한다.
| 이름                  | 접속 노선                                              | 소재지 | 소재지 | 비고                                    |
| --------------------- | ------------------------------------------------------ | ------ | ------ | --------------------------------------- |
| 잠양 교차로           | 국도 제45호선 국가지원지방도 제70호선 (중앙로) 남문2로 | 서산시 | 해미면 |                                         |
| 해미 나들목           | 15호선 서해안고속도로                                  | 서산시 | 해미면 |                                         |
| 산수 교차로           | 산수로                                                 | 서산시 | 해미면 | 예산 방면 진입 불가 해미 방면 진출 불가 |
| 산수1교 산수2교       |                                                        | 서산시 | 해미면 |                                         |
| 대곡 교차로           | 산수로                                                 | 서산시 | 해미면 | 예산 방면 진출 불가 해미 방면 진입 불가 |
| 한서대학교입구        | 한서1로                                                | 서산시 | 해미면 |                                         |
| 원터 교차로           | 대곡원터길                                             | 서산시 | 해미면 |                                         |
| 송덕암 교차로         | 큰골로                                                 | 서산시 | 해미면 |                                         |
| 대곡 교차로 (대곡1교) | 대곡1길                                                | 서산시 | 해미면 |                                         |
| 대곡2교               |                                                        | 서산시 | 해미면 |                                         |
| 윤봉길로와 직결       |                                                        |        |        |                                         |